# Кадзяк
Кадзяк (пол. Kadziak, нім. Rauchweiler) — село в Польщі, у гміні Яроцин Яроцинського повіту Великопольського воєводства.
Населення — 203 особи (2011).
У 1975-1998 роках село належало до Каліського воєводства.

## Демографія
Демографічна структура станом на 31 березня 2011 року:
|          | Загалом | Допрацездатний вік | Працездатний вік | Постпрацездатний вік |
| -------- | ------- | ------------------ | ---------------- | -------------------- |
| Чоловіки | 108     | 13                 | 90               | 5                    |
| Жінки    | 95      | 22                 | 54               | 19                   |
| Разом    | 203     | 35                 | 144              | 24                   |